# Митрофаньевское шоссе
Митрофа́ньевское шоссе — шоссе в Адмиралтейском и Московском районах Санкт-Петербурга. Меридиональная радиальная магистраль в историческом районе Горячее поле. Проходит от набережной Обводного канала до линии Соединительной железной дороги. На юг от неё переходит в Кубинскую улицу по Митрофаньевскому путепроводу. С северным берегом Обводного канала соединено Митрофаньевским мостом. Шоссе параллельно Балтийской железнодорожной линии.

## История
Современное название шоссе носит с конца XIX века. До этого с 1859 года называлось Большой Митрофаньевской дорогой. Названия связаны с бывшим Митрофаньевским кладбищем.
В 2005—2007 годах прошла реконструкция Митрофаньевского шоссе (его расширили с двух до четырёх полос движения), и 10 октября 2007 года Митрофаньевское шоссе было соединено с Кубинской улицей Митрофаньевским путепроводом через линию Соединительной железной дороги, а также Митрофаньевским мостом — с северной набережной Обводного канала. Причём движение по самому шоссе открылось более чем на полгода раньше. Тогда же был построен подземный пешеходный переход на перекрёстке с набережной Обводного канала.

## Пересечения
С севера на юг (по увеличению нумерации зданий) Митрофаньевское шоссе пересекают следующие улицы:
- набережная Обводного канала — Митрофаньевское шоссе примыкает к ней в створе Митрофаньевского моста;
- Митрофаньевский тупик — примыкание;
- Малая Митрофаньевская улица — примыкание;
- Старообрядческая улица — пересечение с примыканием Ялтинской улицы;
- линия Соединительной железной дороги — пересечение с переходом Митрофаньевского шоссе в Кубинскую улицу по Митрофаньевскому путепроводу.

## Транспорт
У примыкания Митрофаньевского шоссе к набережной Обводного канала находится станция метро «Балтийская» 1-й (Кировско-Выборгской) линии. Ближайшие станции к концу шоссе — «Московские ворота» (около 900 м по прямой от пересечения со Старообрядческой улицей) и «Электросила» (около 1,1 км по прямой от конца шоссе) 2-й (Московско-Петроградской) линии.
По Митрофаньевскому шоссе проходит автобусный маршрут № 286.
У начала шоссе расположен Балтийский вокзал, на расстоянии около 400 м от пересечения со Старообрядческой улицей — платформа Электродепо, на расстоянии около 850 м от конца шоссе — станция Броневая.
У конца Митрофаньевского шоссе расположена грузовая железнодорожная станция Корпусный пост.
На расстоянии около 650 м от пересечения со Старообрядческой улицей находилась железнодорожная платформа Корпусное шоссе (ныне демонтирована).

## Общественно значимые объекты
- бизнес-центр «Адмирал» (у примыкания к набережной Обводного канала) — дом 2, корпус 1, литера К;
- бизнес-центр «Офис-М Малевич»  — набережная Обводного канала, дом 118а, литера Ж;
- ОАО «Северкварцсамоцветы» — дом 8а[уточнить];
- бизнес-центр «Радуга» — дом 29 литера А;
- Громовское кладбище (у пересечения со Старообрядческой улицей).